# Národní ústav duševního zdraví
Národní ústav duševního zdraví (NUDZ, anglicky National Institute of Mental Health) je referenční výzkumné pracoviště pro oblast duševního zdraví v České republice. Vznikl 1. ledna 2015 transformací Psychiatrického centra Praha jako instituce zaměřená na výzkum v oblasti věd o mozku a chování, realizující sběr a zpracování demografických, epidemiologických a sociologických dat souvisejících s duševním zdravím a současně poskytující psychiatrickou péči nemocným. V regionu střední a východní Evropy jde o ojedinělou instituci, která pod jednou střechou shromažďuje významný výzkumný a intelektuální potenciál, nejmodernější přístrojovou a laboratorní techniku i zdravotní služby.
Výzkumné programy NUDZ pokrývají řadu domén neurobehaviorálního výzkumu od experimentální neurobiologie přes sociální psychiatrii, aplikaci informačních technologií a zobrazovacích metod v psychiatrii a přilehlých disciplínách, epidemiologický a klinický výzkum závislostí, spánkovou medicínu a chronobiologii, elektrofyziologii mozku, klinický výzkum v oblasti duševních poruch až po translační neurovědy.
NUDZ rovněž poskytuje standardní i vysoce specializovanou ústavní i ambulantní péči a je klinickou základnou 3. lékařské fakulty Univerzity Karlovy. Jako Klinika psychiatrie a lékařské psychologie zajišťuje pregraduální a postgraduální vzdělávaní v klinických oborech (psychiatrie, psychologie) a v oblasti neurověd.

## Výzkum
NUDZ je koncipován jako centrum základního a aplikovaného biomedicínského výzkumu a referenční pracoviště pro oblast aplikovaných neurověd a duševního zdraví v ČR. Dalším jeho důležitým úkolem je poskytovat empirická data a expertízu pro státní správu v oblasti organizace péče o duševní zdraví včetně reformy psychiatrické péče.
Výzkumné cíle NUDZ jsou rozčleněny do osmi výzkumných programů:
1. Experimentální neurobiologie
2. Sociální psychiatrie
3. Aplikované neurovědy a zobrazení mozku
4. Epidemiologický a klinický výzkum závislostí
5. Spánková medicína a chronobiologie
6. Elektrofyziologie mozku
7. Klinický výzkum duševních poruch
8. Translační neurovědy

Přístup k řešení problematiky je založen na vzájemné provázanosti metodik molekulární biologie, animálního modelování, strukturálního a funkčního zobrazení mozku, klinické a experimentální psychofarmakologie, klinického výzkumu a epidemiologie. V případě výzkumu závislostí je kladen důraz nejen na vývoj látek a terapeutických nástrojů, jež jsou schopny závislosti léčit a bránit jejich rozvoji, ale i na podporu primární prevence.

## Léčebná péče
Klinika NUDZ se zaměřuje na prevenci, diagnostiku, léčbu a rehabilitaci nemocných se závažnými duševními poruchami. Poskytuje vysoce kvalitní diagnostickou a terapeutickou péči, provádí vlastní klinický výzkum a úzce spolupracuje se všemi ostatními výzkumnými a vývojovými odděleními ústavu. Též se podílí na pregraduálním, doktorském i celoživotním vzdělávání studentů a odborníků v oblasti duševního zdraví – je Klinikou psychiatrie a lékařské psychologie 3. LF UK Praha.
Klinika se skládá ze vzájemně propojeného lůžkového a ambulantního komplexu, denních stacionářů, specializovaných oddělení a rehabilitačního a podpůrného klinického komplementu. Zdravotní péče pokrývá široké spektrum nejzávažnějších duševních poruch a má přímou návaznost na probíhající výzkumné programy: psychotické poruchy (časná stadia psychóz, farmakorezistentní schizofrenie), afektivní poruchy (deprese a bipolární porucha), úzkostné poruchy (obsedantně kompulzivní porucha, panická porucha, agorafobie aj.) a primární kognitivní poruchy (demence).  
Ambulantní část pokrývá všeobecnou psychiatrickou péči, neurologickou, geriatrickou a psychologickou péči. Dále nabízí péči ve specializovaných ambulancích pro gravidní a kojící ženy, také pro bipolární poruchu, časné fáze psychotických poruch a afektivní poruchy.

## Vzdělávání
Vzdělávání v oblasti neurověd představuje jednu ze základních priorit NUDZ. NUDZ poskytuje a zajišťuje vzdělávání pregraduální, doktorské i specializační, dále vzdělávání cílené na soustavné rozvíjení znalostí a dovedností výzkumníků i vzdělávací akce určené pro odbornou veřejnost. V NUDZ působí řada kvalitních pedagogů a školitelů, kteří jsou zárukou vysoké úrovně výuky a vzdělávání. Další odborníci – domácí i zahraniční – jsou pravidelně do NUDZ zváni, aby zde prezentovali zajímavá témata a novinky z oblasti neurověd. I v oblasti vzdělávaní je nutno vyzdvihnout dlouholetou a úzkou spolupráci s Univerzitou Karlovou, především se 3. lékařskou fakultou Univerzity Karlovy.

## Vedení
Prvním ředitelem NUDZ byl Cyril Höschl, který 9. dubna 2021 na funkci rezignoval. V červnu 2021 jej nahradil Petr Winkler. Ten na funkci rezignoval ke konci srpna 2025.